# Sint-Joriskerk (Oorbeek)
De Sint-Joriskerk is een kerk in het Belgische dorp Oorbeek.
Oorbeek had zeker al een Romaans kerkje in de 12de eeuw, want op 15 maart 1146 verkreeg de abdij van Tongerlo de helft van de kerk.
Op 4 mei 1582 werd de kerk tijdens de godsdienstoorlogen door soldatenvolk verwoest. Hierbij ging heel wat interieur verloren. De kerk had veel te lijden tijdens de Furie van Tienen in 1635. Toen werden 3 altaren ontheiligd. Het duurde tot rond 1778, eer de abdij besloot om een nieuwe kerk te bouwen.
De kerk bezit drie gewone altaren. In het koor bevindt zich een schoon gestoelte, gift van de familie Persoens. Het orgel, gebouwd door Adrien Rochet uit Nijvel, werd op 18 december 1791 geplaatst. Twee schilderijen versieren de kerk.
Een "Laatste Avondmaal" uit de 16de eeuw, geschilderd door een telg van het bekende schildersgeslacht Francken, afkomstig van de Kempen. Het kostte 400 gulden. Een tweede schilderij, boven het hoofdaltaar, stelt Sint-Joris voor. Het werd gekocht op 26 september 1791 voor 100 gulden.
Op 5 juli 2008 werden een aantal kostbare voorwerpen uit de kerk gestolen. Het "Laatste Avondmaal" werd uit het kader gesneden. Een heiligenbeeld boven op het altaar is met een trapladder vanop het altaar weggenomen en verdwenen. Uit het tabernakel zijn twee zeer oude cibories weg.
Verder verdween ook de bronzen gong van de consecratie en de twee zilveren kronen van het Onze-Lieve-Vrouwbeeld met kind.
De kerk is aangeduid als vastgesteld bouwkundig erfgoed sinds 24 september 2009 en werd herbestemd als ontmoetingscentrum in oktober 2021.
In de sacristie van de kerk bevindt zich een lijst met vier etsen. Een van de teksten herinnert aan de slag bij Montlhéry, ten zuiden van Parijs, op dinsdag 16 juli 1465. Enkele edellieden smeedden toen een verbond tegen Lodewijk XI, dit verbond is bekend als de Ligue du Bien public of de Liga voor Openbaar Welzijn. Onder de ligisten bevond zich onder meer Karel de Stoute. In deze veldslag sneuvelde Geert van Rijckel, echtgenoot van Catlijn van Oorbeek. Catlijn stierf op 5 februari 1475 en werd begraven in het koor van de kerk. Thans is de gedeeltelijk vernielde steen ingemetseld in de zuidelijke kerkmuur.